# Africepheia madagascariensis
Genre
Espèce
Africepheia madagascariensis, unique représentant du genre Africepheia, est une espèce d'araignées aranéomorphes de la famille des Synaphridae.

## Distribution
Cette espèce est endémique de la région Diana à Madagascar,. Elle se rencontre dans la réserve spéciale d'Ankarana.

## Description
Le mâle holotype mesure 0,99 mm et la femelle paratype 1,11 mm, les mâles mesurent de 0,99 à 1,06 mm et les femelles de 0,97 à 1,11 mm.

## Systématique et taxinomie
Cette espèce a été décrite par Miller en 2007.
Ce genre a été décrit par Miller en 2007 dans les Synaphridae.

## Étymologie
Son nom d'espèce, composé de madagascar et du suffixe latin -ensis, « qui vit dans, qui habite », lui a été donné en référence au lieu de sa découverte, Madagascar.

## Publication originale
- Miller, 2007 : « Synaphridae of Madagascar (Araneae: Araneoidea): a new family record for the Afrotropical region. » Proceedings of the California Academy of Sciences, vol. 58, no 3, p. 21-48 (texte intégral).